# باشگاه فوتبال فروتا کانکررز
باشگاه فوتبال فروتا کانکررز یک باشگاه فوتبال گویانی در جرج‌تاون است. این باشگاه در لیگ الیت گویان شرکت می‌کند. آنها قهرمان لیگ در ۰۱–۲۰۰۰، ۱۸–۲۰۱۷ و ۲۰۱۹ بودند. نام این باشگاه به خاطر حامی مالی آنها، شرکت نوشیدنی فروتا است. آنها یکی از اعضای افتتاحیه لیگ الیت در فصل ۱۶–۲۰۱۵ بودند.

## افتخارات
- لیگ الیت گویان: ۳ قهرمانی
- جام حذفی گویان: ۳ قهرمانی